# Old Sturbridge Village
Old Sturbridge Village is een openluchtmuseum in Sturbridge in Worcester County in de Amerikaanse staat Massachusetts. Het museum opende in de jaren 1930 en bevat 59 verplaatste bouwwerken die een beeld geven van het plattelandsleven in New England van de jaren 1790 tot de jaren 1830. Verspreid over een terrein van 81 hectare is Old Sturbridge Village het grootste openluchtmuseum van New England.